# فرخ‌آباد (سراب میمه)
فرخ‌آباد، روستایی در دهستان گوراب بخش سراب میمه شهرستان دهلران در استان ایلام ایران است.

## جمعیت
بر پایه سرشماری عمومی نفوس و مسکن در سال ۱۳۹۵، جمعیت این روستا برابر با ۵۸ نفر (۱۴ خانوار) بوده‌است.